# 格雷陆方蟹

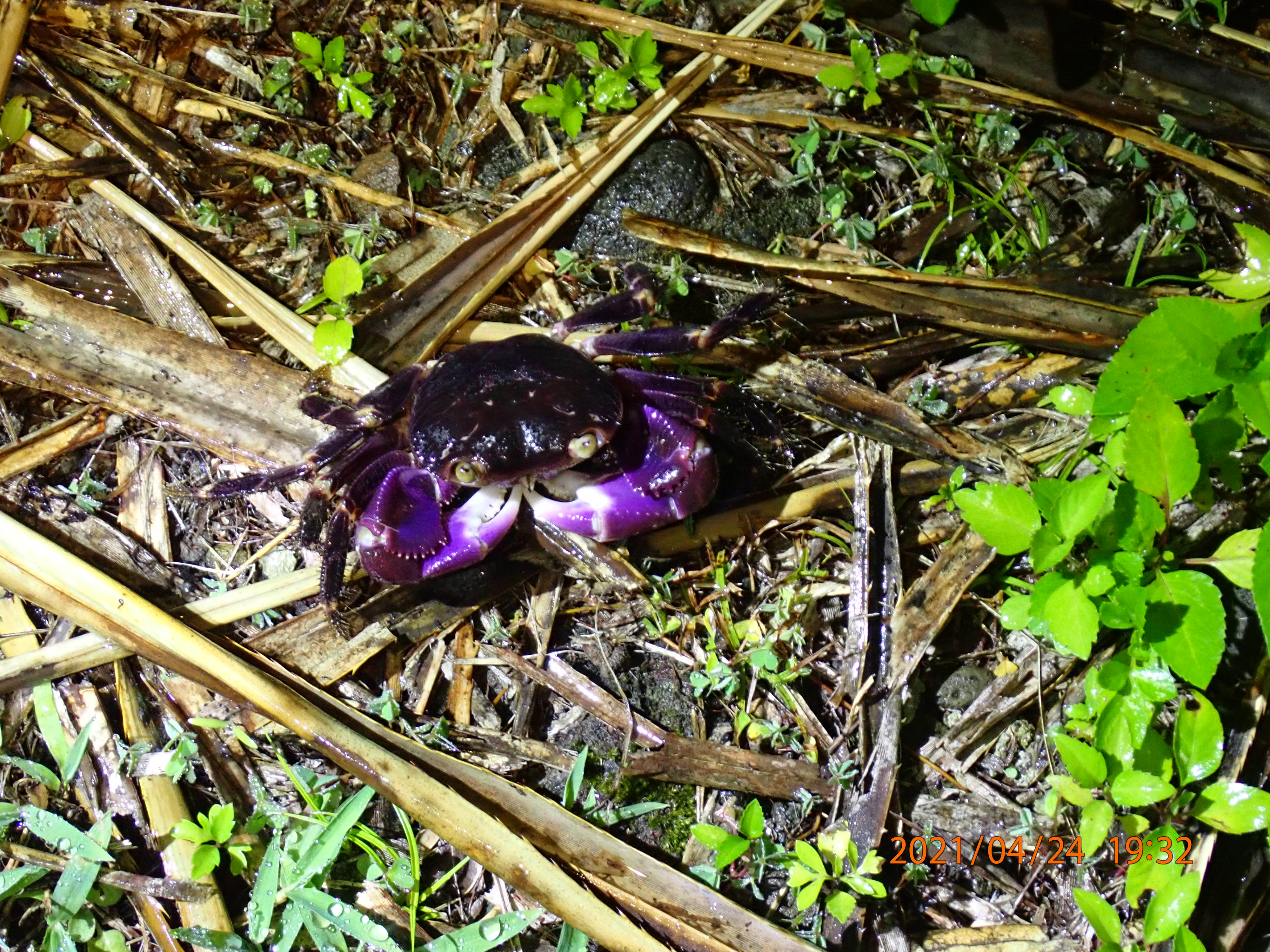
進食中的格雷陸方蟹

格雷陆方蟹（学名：Geograpsus grayi），又譯葛氏陸方蟹，为方蟹科陆方蟹属的动物。分布于澳大利亚至红海及非洲东岸的西印度洋，還有日本、台湾、馬紹爾群島等西太平洋地區，與夏威夷已滅絕的巨型塞氏陸方蟹是近親。生活环境为海水，多穴居于近岸处或林区以及夜间外出。